# Niklas Meinert
Niklas Meinert, né le 1er mai 1981 à Bad Kreuznach, est un joueur allemand de hockey sur gazon.
Il fait partie de l'équipe d'Allemagne de hockey sur gazon championne olympique aux Jeux olympiques d'été de 2008.

## Palmarès

### Jeux olympiques
- Jeux olympiques d'été de 2008 à Pékin,  Chine
  -  Médaille d'or

### Champions Trophy
- 2007: Médaille d'or

### Championnats d'Europe
- Championnat d'Europe de hockey sur gazon masculin 2005 à Leipzig,  Allemagne
  -  Médaille de bronze